# Henriette Sontag
Pour les articles homonymes, voir Sontag.
Œuvres principales
- Euryanthe (1823)
- 9e Symphonie (1824)
- Missa Solemnis (1824)

Henriette Gertrude Walpurgis Sontag, comtesse de Lauenstein, est une cantatrice franco-allemande née à Coblence (département du  Rhin-et-Moselle, Empire français) le 13 mai 1805 et morte du choléra à Mexico le 17 juin 1854.

## Biographie
Ses parents sont des comédiens chanteurs ambulants.  Elle débute très jeune, à Prague, repérée par Karl-Maria von Weber et par Domenico Barbaja qui dirige le Kärtnertortheater et l'engage pour chanter les rôles rossiniens et mozartiens.
Sa voix est ravissante, sa technique irréprochable, mais on critique sa perfection un peu froide et son jeu de scène médiocre. 
Elle participe les 7 et 13 mai 1824 aux créations de la 9e Symphonie (dédiée au roi Frédéric-Guillaume III de Prusse)  et de la Missa Solemnis de Beethoven. De son côté, Carl Maria von Weber lui confie la création du rôle-titre de son opéra Euryanthe (1823),.
Elle se produit sur les scènes européennes, surtout entre Paris et Londres, partenaire fréquente de Maria Malibran dans un climat de camaraderie. A Paris, elle marque le Théâtre Italien dans le répertoire rossinien (Le Barbier de Séville, L'italienne à Alger, La Donna del Lago, Sémiramide, Otello, La Cenerentola (transposé pour soprano).
Malibran et Sontag sont cependant rivales dans le cœur du violoniste Charles-Auguste de Bériot. Repoussé par Henriette, celui-ci épouse Maria Malibran, tandis qu'elle se marie avec l'ambassadeur sarde à La Haye, le comte Carlo Rossi..., secrètement afin de ne pas nuire à sa carrière diplomatique.
En 1828 et 1829, et en alternance avec les saisons parisiennes, elle assure les saisons du King's Theatre de Londres.
En 1830, âgée de 25 ans, Henriette Sontag est anoblie par le roi Frédéric-Guillaume III de Prusse (Coblence est en effet devenue depuis 1814 partie intégrante du Royaume de Prusse) et devient  « comtesse von Lauenstein ». Elle peut vivre publiquement avec son mari et lui donnera sept enfants. Elle renonce provisoirement à la scène et ne se produit qu'à titre privé.
Elle sera également le professeur de chant de la grande-duchesse Alexandra Nicolaïevna de Russie, fille du tsar Nicolas Ier, et de Charlotte de Prusse, fille du roi Frédéric-Guillaume III de Prusse.
Son mari ayant connu des déboires politiques après l'abdication de Carlo Alberto, roi de Piémont et de Sardaigne, elle reprend sa carrière en 1844, pour six mois au King's Theatre. Au cours d'un intermède parisien en 1850, elle supervise probablement la biographie que Théophile Gautier lui consacre sous le titre de L'ambassadrice. Elle entame une tournée en Amérique (New York, Boston, Philadelphie notamment) à partir de 1852 avec la cantatrice Marietta Alboni et la violoniste Camille Urso. Elle chante Lucrezia Borgia à Mexico en juin 1854. Elle y contracte le choléra et décède à Mexico le 17 juin 1854.
Dans La Revue des deux Mondes, sa voix est décrite ainsi : "Mlle Sontag possédait une voix de soprano très étendue, d’une grande égalité de timbre et d’une merveilleuse flexibilité. Dans l’octave supérieure ; depuis l’ut du médium jusqu’à celui au-dessus de la portée, cette voix tintait délicieusement comme une clochette d’argent, sans que jamais on eût à craindre ni une intonation douteuse, ni un défaut d’équilibre dans ses exercices prodigieux. [...] Dans le magnifique écrin de vocalises de toute nature que Mlle Sontag déroulait chaque soir devant ses admirateurs, on remarquait surtout la limpidité de ses gammes chromatiques et l’éclat de ses trilles qui scintillaient comme des rubis sur un fond de velours. Chaque note de ces longues spirales descendantes ressortait comme si elle eût été frappée isolément et se rattachait à la note suivante par une soudure imperceptible et délicate. Et toutes ces merveilles s’accomplissaient avec une grâce parfaite, sans que le regard fût jamais attristé par le moindre effort."
Vincenzo Bellini était impressionné par sa musicalité. Parlant d'elle et de sa concurrente Maria Malibran, il dit : « De larghissimo à prestissimo, la Malibran et la Sontag glissent sans faille sur tous les tempos, temps et mesures, avec un phrasé magnifique : elles jouent avec le rythme avec précision et discipline, changent et ornent subtilement la ligne vocale pour exprimer les changements d'humeur et l'évolution psychologique des personnages, et mettent en valeur l'harmonie en variant les dynamiques et allongeant des notes de passages. Elles sont aussi très douées pour l'improvisation qui est presque toujours faite avec un goût exquis. »
Hector Berlioz, dans un chapitre pourtant peu amène, de ses "Grotesques de la musique" ne tarit pas d'éloges sur le talent et l'art d'Henriette Sontag. (P 178-179, Editions Symétrie).

## Hommages
- Dans Monsieur Choufleuri restera chez lui (1861), opérette bouffe de Jacques Offenbach  sur un livret du duc de Morny, un bourgeois parvenu veut épater  ses voisins en organisant un concert où doivent se produire trois des  plus grands chanteurs de l'époque : Giovanni Battista Rubini, Antonio Tamburini et Henriette Sontag. À la suite de leur défection, le bourgeois, sa fille et son futur gendre doivent se faire passer pour eux.

## Portraits d'Henriette Sontag
- Lithographie par Henri Grévedon (1776-1860), 1830, Musée Carnavalet.
- Ce portrait figure en un large cartel ovale peint sur un vase en porcelaine de Paris, Manufacture Darte, vers 1830, coll. Musée de la vie romantique, Hôtel Scheffer-Renan, Paris (Don des Amis du musée, 2009)